# Tue Falk
Tue Falk, född 1703 i Hasslövs socken, död 1789 troligen i Hasslövs socken, var en svensk klockare, skulptör och träsnidare.
Enligt uppgifter skulle Falk fått en kortare tids utbildning till skulptör i Köpenhamn under 1720-talet. Han fick 1728 fullmakt som klockare i Hasslövs och Voxtorps församlingar där han stannade hela sitt liv. Falk var vid sidan av tjänsten som klockare verksam som bildhuggare i hemtrakten och framför allt i Hasslövs kyrka där han skulpterade fram två kvinnofigurer till Alexander Roslins altartavla samt en basunängel. Liknande änglar tillverkade han även för  Ränneslövs kyrka och Ysby kyrka. Till kyrkorna i Voxtorp, Eldsberga och Båstad utförde han dekorativa nummertavlor i trä. Som friskulptör höjde sig inte Falk över genomsnittet, hans arbeten visar ofta en påfallande stelhet, men i gengäld är hans dekorativa sniderier i mogen rokokoornamentik formsäker och detaljrik.  